# 兄弟愛廣場
兄弟愛廣場是君士坦丁堡的公共廣場之一。廣場得名於一組雕像，描繪了君士坦丁去世後他的三個兒子在這裡相聚相擁的樣子。但這一事件實際上從未發生過。